# ۹ ژانویه
۹ ژانویه در تقویم گرگوری، نهمین روز سال است. ۳۵۶ روز (در سال‌های کبیسه ۳۵۷روز) تا پایان سال باقی است.

## زادروزها
- ۱۸۸۵ – ادوارد پلو کوینان، نظامی اهل بریتانیا (د. ۱۹۶۰)
- ۱۹۰۸ - سیمون دوبوار، فیلسوف، نویسنده و فمینیست فرانسوی.
- ۱۹۲۵ - لی وان کلیف، بازیگر آمریکایی.
- ۱۹۴۱ - جوآن بائز، خواننده و ترانهنویس آمریکایی و فعال اجتماعی ضد جنگ.

## مرگ‌ها
- ۱۱۸۷ - ابن بری نحوی زبان‌شناس و فقیه مصری.
- ۱۸۷۸ - ویکتور امانوئل دوم، پادشاه ایتالیا در سالهای ۱۸۶۱ - ۱۸۷۸.